# Клуб (серіал, 2021)
«Клуб» (тур. Kulüp) — турецький інтернет-серіал 2021-2023рр. від Netflix у жанрі драми створений компанією O3 Medya. В головних ролях — Ґьокче Бахадир, Бариш Ардуч, Асуде Калебек, Саліх Бадемчі, Фират Таниш, Метін Акдюльгер.
Перший сезон вийшов 5 листопада 2021 року.
Серіал має 2 сезони. Завершився 20-м епізодом, який вийшов у ефір 15 вересня 2023 року.

## Сюжет

### сезон 1
У багатонаціональному Стамбулі 1950-х рр. жінка з важким минулим працює в нічному клубі, щоб налагодити стосунки з дочкою, у вихованні якої вона раніше не брала участі.

### сезон 2
Після того, як її чоловік пішов, Рашель виховує доньку в клубі «Стамбул» із допомогою матері, але їхні стосунки піддаються випробуванню втратою та зрадою.

## Актори та ролі
| Актор              | Роль                       |
| ------------------ | -------------------------- |
| Ґьокче Бахадир     | Матильда Асео              |
| Бариш Ардуч        | Фістік Ісмет Денізер       |
| Асуде Калебек      | Рашель Асео                |
| Саліх Бадемчі      | Селім Сонгюр               |
| Фират Таниш        | Челебі                     |
| Метін Акдюльгер    | Орхан Шахін (Ніко)         |
| Сузан Кардеш       | Мевхібе Шахін, мати Орхана |
| Хюлья Дуяр         | мати Ісмета                |
| Халіл Бабур        | Сонер                      |
| Серра Арітюрк      | Керіман                    |
| Мерве Шейма Зенгін | Тасула                     |
| Ількер Кіліч       | Мордо                      |
| Сезер Арічай       | Хачі                       |
| Мурат Гаріпагаоглу | Давид                      |
| Іштар Гоксевен     | Алі Секер                  |
| Валерія Лакхіна    | Діана                      |
| Доганай Унал       | Бахтіяр                    |

## Сезони
| Сезон | Епізоди | Епізоди | Оригінальний показ | Оригінальний показ | Оригінальний показ |
| Сезон | Епізоди | Епізоди | Перший показ       | Останній показ     | Мережа             |
| ----- | ------- | ------- | ------------------ | ------------------ | ------------------ |
| 1     | 10      | 10      | 5 листопада 2021   | 6 січня 2022       | Netflix            |
| 2     | 10      | 10      | 15 вересня 2023    | 15 вересня 2023    | Netflix            |

## Список серій

### Сезон 1 (2021)
| № | #  | Назва                   | Режисер                       | Сценарист                                  | Перший ефір у США |
| --- | -- | ----------------------- | ----------------------------- | ------------------------------------------ | ----------------- |
| 1 | 1  | «Епізод 1» «1. Bölüm»   | Серен Юдже, Зейнеп Гюнай Тань | Айшин Акбулут, Рана Денізер, Неджаті Шахін | 5 листопада 2021  |
| Щойно вийшовши з в’язниці, Матильда відвідує рабина і випитує про свою доньку Рашель, доля якої тепер у руках менеджера нічного клубу Челебі. А той жадає помсти. |    |                         |                               |                                            |                   |
| 2 | 2  | «Епізод 2» «2. Bölüm»   | Серен Юдже, Зейнеп Гюнай Тань | Айшин Акбулут, Рана Денізер, Неджаті Шахін | 5 листопада 2021  |
| Усі спроби Матильди возз’єднатися з Рашель марні. На Селіма чекає неприємний візит перед довгоочікуваною прем’єрою.                                               |    |                         |                               |                                            |                   |
| 3 | 3  | «Епізод 3» «3. Bölüm»   | Серен Юдже, Зейнеп Гюнай Тань | Айшин Акбулут, Рана Денізер, Неджаті Шахін | 5 листопада 2021  |
| Матильда розповідає Рашель про сімейну трагедію, але приховує найголовніше. Захоплення Рашель Ісметом виводить Матильду з рівноваги.                              |    |                         |                               |                                            |                   |
| 4 | 4  | «Епізод 4» «4. Bölüm»   | Серен Юдже, Зейнеп Гюнай Тань | Айшин Акбулут, Рана Денізер, Неджаті Шахін | 5 листопада 2021  |
| Рашель тисне на Матильду, щоб дізнатися подробиці про свого батька. Мордо свариться з Ісметом. Матильда досліджує минуле Челебі й виявляє зв’язок з її власним.   |    |                         |                               |                                            |                   |
| 5 | 5  | «Епізод 5» «5. Bölüm»   | Серен Юдже, Зейнеп Гюнай Тань | Айшин Акбулут, Рана Денізер, Неджаті Шахін | 5 листопада 2021  |
| Перед Рашель постає складний вибір. Напруження між Матильдою та Челебі зростає. Зміна політичної ситуації все більше непокоїть Орхана.                            |    |                         |                               |                                            |                   |
| 6 | 6  | «Епізод 6» «6. Bölüm»   | Серен Юдже, Зейнеп Гюнай Тань | Айшин Акбулут, Рана Денізер, Неджаті Шахін | 5 листопада 2021  |
| Селім намагається впоратися з трагічними новинами прямо перед шоу. Орхан говорить з Челебі про його ставлення до Матильди.                                        |    |                         |                               |                                            |                   |
| 7 | 7  | «Епізод 7» «7. Bölüm»   | Серен Юдже, Зейнеп Гюнай Тань | Айшин Акбулут, Рана Денізер, Неджаті Шахін | 6 січня 2022      |
| Челебі розкриває Селіму приголомшливу правду. Селім йде на поступки заради Матильди. Орхан серйозно ризикує, щоб прикрити Мевхібе.                                |    |                         |                               |                                            |                   |
| 8 | 8  | «Епізод 8» «8. Bölüm»   | Серен Юдже, Зейнеп Гюнай Тань | Айшин Акбулут, Рана Денізер, Неджаті Шахін | 6 січня 2022      |
| Рашель втікає до Ісмета, а той приймає несподіване рішення. Челебі завойовує авторитет у клубі й дізнається нові подробиці з минулого Матильди й Мюмтаза.         |    |                         |                               |                                            |                   |
| 9 | 9  | «Епізод 9» «9. Bölüm»   | Серен Юдже, Зейнеп Гюнай Тань | Айшин Акбулут, Рана Денізер, Неджаті Шахін | 6 січня 2022      |
| Куршат знаходить дещо підозріле в історії Орхана. Рашель й Ісмет опиняються на роздоріжжі в день весілля. Матильда отримує доленосну пропозицію.                  |    |                         |                               |                                            |                   |
| 10 | 10 | «Епізод 10» «10. Bölüm» | Серен Юдже, Зейнеп Гюнай Тань | Айшин Акбулут, Рана Денізер, Неджаті Шахін | 6 січня 2022      |
| Куршат зближується з Орханом, але Мевхібе все псує. В Стамбулі спалахує хаос, Матильда намагається знайти Рашель, а Челебі рятує ситуацію.                        |    |                         |                               |                                            |                   |

### Сезон 2 (2023)
| № | #  | Назва                   | Режисер | Сценарист | Перший ефір у США |
| --- | -- | ----------------------- | ------- | --------- | ----------------- |
| 11 | 1  | «Епізод 1» «1. Bölüm»   | -       | -         | 15 вересня 2023   |
| Рана, яка виросла в клубі «Стамбул», хоче зустріти свого батька, якого ніколи не знала. Матильда дізнається, що майбутнє клубу під загрозою.            |    |                         |         |           |                   |
| 12 | 2  | «Епізод 2» «2. Bölüm»   | -       | -         | 15 вересня 2023   |
| Працівники клубу об’єднуються, щоб урятувати його, але коли Рашель стає свідком спроби саботажу, їй доводиться вирішувати, на чиєму вона боці.          |    |                         |         |           |                   |
| 13 | 3  | «Епізод 3» «3. Bölüm»   | -       | -         | 15 вересня 2023   |
| Рашель свариться із чоловіком через його відсутність. Ісмет намагається налагодити стосунки з донькою. Челебі укладає угоду за спиною свого партнера.   |    |                         |         |           |                   |
| 14 | 4  | «Епізод 4» «4. Bölüm»   | -       | -         | 15 вересня 2023   |
| Челебі розповідає Матильді про свого нового партнера в клубі. Ісмет і Рашель намагаються пристосуватися до нової реальності своїх стосунків.            |    |                         |         |           |                   |
| 15 | 5  | «Епізод 5» «5. Bölüm»   | -       | -         | 15 вересня 2023   |
| Фікрет просуває свого хедлайнера, але Челебі й Матильда мають власне бачення. Рашель розкриває іншим приголомшливу таємницю.                            |    |                         |         |           |                   |
| 16 | 6  | «Епізод 6» «6. Bölüm»   | -       | -         | 15 вересня 2023   |
| Ісмет намагається робити більше для своєї доньки. У важкі для клубу часи Матильда зустрічається з батьком Фікрета.                                      |    |                         |         |           |                   |
| 17 | 7  | «Епізод 7» «7. Bölüm»   | -       | -         | 15 вересня 2023   |
| Матильда нарешті прохає вибачення. Рашель робить неймовірне відкриття. Через недосвідчених працівників у Челебі виникають проблеми.                     |    |                         |         |           |                   |
| 18 | 8  | «Епізод 8» «8. Bölüm»   | -       | -         | 15 вересня 2023   |
| Хаос поглинає вулиці, а в клубі виникає нова проблема. Удома Рана висуває несподіване звинувачення.                                                     |    |                         |         |           |                   |
| 19 | 9  | «Епізод 9» «9. Bölüm»   | -       | -         | 15 вересня 2023   |
| Рана розповідає батькові жахливу правду. Челебі й Матильда починають нову главу із суперечливими почуттями. Рашель не може наважитися донести на друга. |    |                         |         |           |                   |
| 20 | 10 | «Епізод 10» «10. Bölüm» | -       | -         | 15 вересня 2023   |
| Рашель поспішає до лікарні після катастрофи. Кульмінаційний фінал сезону сповнений несподіванок і переживань.                                           |    |                         |         |           |                   |

## Нагороди
| Рік  | Премія                       | Категорія                         | Номінант                                                 | Результат |
| ---- | ---------------------------- | --------------------------------- | -------------------------------------------------------- | --------- |
| 2022 | 48. Премія «Золотий метелик» | Найкращий сценарій                | Айшин Акбулут, Рана Денізер, Неджаті Шахін, Серкан Йорук | Номінація |
| 2023 | 49. Премія «Золотий метелик» | Найкращий інтернет-серіал         | Клуб                                                     | Перемога  |
| 2023 | 49. Премія «Золотий метелик» | Найкраща акторка                  | Ґьокче Бахадир                                           | Номінація |
| 2023 | 49. Премія «Золотий метелик» | Найкращий актор                   | Саліх Бадемчі                                            | Перемога  |
| 2023 | 49. Премія «Золотий метелик» | Найкращий дитячий актор / акторка | Ада Ерма                                                 | Перемога  |
| 2023 | 49. Премія «Золотий метелик» | Найкраща пара серіалу             | Ґьокче Бахадир, Фират Таниш                              | Номінація |
| 2023 | 49. Премія «Золотий метелик» | Кращий режисер                    | Зейнеп Гюнай Тань, Серен Юдже                            | Номінація |